# Torneo de Palermo 2013
El Internazionali Femminili di Palermo 2013 es un torneo de tenis de mujeres profesionales jugado en tierra batida al aire libre. Es la 26 ª edición del torneo que forma parte de la WTA Tour 2013. Se llevó a cabo en Palermo, Italia entre el 8 y el 14 de julio de 2013.

## Cabeza de serie

### Individual
| Tenista                | Ranking | Preclasificada |
| Sara Errani            | 5       | 1              |
| Roberta Vinci          | 11      | 2              |
| Kristina Mladenovic    | 37      | 3              |
| Klára Zakopalová       | 43      | 4              |
| Lourdes Domínguez Lino | 53      | 5              |
| Irina-Camelia Begu     | 61      | 6              |
| Silvia Soler Espinosa  | 74      | 7              |
| Karolína Plíšková      | 77      | 8              |

### Dobles
| Tenista                                | Ranking | Preclasificada |
| Sara Errani Roberta Vinci              | 1       | 1              |
| Chan Hao-ching Anabel Medina Garrigues | 67      | 2              |
| Eva Birnerová Mirjana Lučić-Baroni     | 130     | 3              |
| Renata Voráčová Klára Zakopalová       | 179     | 4              |

## Campeonas

### Individual Femenino
Roberta Vinci venció a  Sara Errani por 6-3, 3-6, 6-3

### Dobles Femenino
Kristina Mladenovic /  Katarzyna Piter vencieron a  Karolína Plíšková /  Kristýna Plíšková por 6-1, 5-7, [10-8]